# Ilse Dubois
Ilse Dubois (* 10. Februar 1922 in Berlin-Schöneberg; † 11. August 2008 in München) war eine deutsche Kostümbildnerin.
Sie studierte Modegrafik an der Textil- und Modeschule des Lette-Vereins in Berlin. Seit 1948 arbeitete Dubois als Kostümbildnerin sowohl für die Bühne als auch für den Film.
Sie kooperierte mit zahlreichen Regisseuren des deutschen Films der 1950er und 1960er Jahre wie Kurt Hoffmann, Alfred Weidenmann und Bernhard Wicki. Danach war sie vor allem für das Fernsehen tätig. Im Jahr 2004 erhielt sie zusammen mit dem Szenenbildner Wolfgang Hundhammer den Filmpreis der Landeshauptstadt München.

## Filmografie
- 1949: Krach im Hinterhaus
- 1950: Der Theodor im Fußballtor
- 1951: Das weiße Abenteuer
- 1953: Pünktchen und Anton
- 1955: Drei Männer im Schnee
- 1955: Ich denke oft an Piroschka
- 1956: Heute heiratet mein Mann
- 1956: Kitty und die große Welt
- 1957: Salzburger Geschichten
- 1957: Wege zum Ruhm (Paths of Glory)
- 1957: Eva küßt nur Direktoren
- 1957: Rübezahl – Herr der Berge
- 1957: Zeit zu leben und Zeit zu sterben (A Time to Love and a Time to Die)
- 1958: Das Mädchen mit den Katzenaugen
- 1958: Scampolo
- 1958: Vergiß mein nicht
- 1959: Menschen im Netz
- 1959: 2 x Adam, 1 x Eva
- 1959: Heimat – Deine Lieder
- 1960: Der Schleier fiel…
- 1960: Strafbataillon 999
- 1960: Soldatensender Calais
- 1960: Der Gauner und der liebe Gott
- 1961: Das Wunder des Malachias
- 1961: Mörderspiel
- 1962: Bedaure, falsch verbunden
- 1962: Bekenntnisse eines möblierten Herrn
- 1963: Frühstück im Doppelbett
- 1964: Lage hoffnungslos – aber nicht ernst (Situation Hopeless… But Not Serious)
- 1965: Die fromme Helene
- 1967: John Gabriel Borkman
- 1967: Paarungen
- 1967: Verräter (Serie, 3 Folgen)
- 1968: Graf Öderland
- 1969: Rebellion der Verlorenen
- 1970: Menschen
- 1970: Unter Kuratel
- 1971: Der Pfandleiher
- 1972: Die merkwürdige Lebensgeschichte des Friedrich Freiherrn von der Trenck (Serie)
- 1973: Oh Jonathan, oh Jonathan!
- 1974: Die preußische Heirat
- 1975: Tristan
- 1976: MitGift
- 1976: Der Winter, der ein Sommer war (Mehrteiler)
- 1978: Schwarze Einser (Serie Tatort)
- 1980: Die Undankbare
- 1981: Preußische Nacht
- 1987: Die Hausmeisterin (Serie)